# Министерство аграрной политики и продовольствия Украины
Министерство аграрной политики и продовольствия Украины (укр. Міністерство аграрної політики і продовольства України) — государственный орган исполнительной власти Украины с 20 мая 2021 года по 16 июля 2025 год, который обеспечивало за реализацию государственной аграрной политики. Министерство возглавляет Министр аграрной политики Украины, которого назначает на должность Верховная Рада Украины в установленном законодательством порядке.
В 2010 году «Министерство аграрной политики Украины» было реорганизовано в «Министерство аграрной политики и продовольствия Украины»
16 июля 2025 года министерства экономики, аграрной политики и продовольствия, охраны окружающей среды и природных ресурсов были объединены в единое Министерство экономики, экологии и сельского хозяйства.

## Организационная структура[3]

### Министр
- Департамент правовой и законопроектной работы
- Патронатная служба Министра
- Управление внутреннего аудита
- Сектор предупреждения и выявления коррупции

### Направление и координация деятельности через Министра
- Государственная ветеринарная и фитосанитарная служба Украины
- Государственное агентство лесных ресурсов Украины
- Государственное агентство рыбного хозяйства Украины
- Государственная инспекция сельского хозяйства Украины
- Государственная служба Украины по вопросам безопасности пищевых продуктов и защиты потребителей
- Государственная служба Украины по вопросам геодезии, картографии и кадастра

### Первый заместитель Министра
- Департамент по управлению государственной собственностью
- Департамент земледелия и технической политики в АП
- Департамент животноводства
- Сектор охраны труда и пожарной безопасности

### заместитель Министра
- Департамент стратегии и экономического развития
- Департамент продовольствия

### Заместитель Министра по вопросам европейской интеграци
- Департамент международного сотрудничества
- Отдел международной интеграции в сфере технического регулирования, санитарных и фитосанитарных мер в АПК

### Заместитель Министра — руководитель аппарата
- Оперативно-режимное управление
- Сектор тендерных процедур

## Задачи
Основными задачами Министерства аграрной политики являются:
- обеспечение реализации государственной аграрной политики, организация разработки и осуществление мероприятий по гарантированию продовольственной безопасности государства;
- обеспечение осуществления государственного управления в сфере сельского хозяйства, садоводства, виноградарства, пищевой промышленности, рыбного хозяйства, переработки сельскохозяйственной продукции (далее — отрасли агропромышленного производства);
- организация и обеспечение проведения аграрной реформы, осуществление её мониторинга, разработка и реализация мероприятий по структурной перестройке отраслей агропромышленного производства, участие в реализации государственной политики в сфере предпринимательства;
- участие в формировании и реализации социальной политики в сельской местности;
- координация деятельности органов исполнительной власти по вопросам реализации государственной аграрной политики, социальной политики в сельской местности, обеспечение продовольственной безопасности государства, проведение аграрной реформы[4].